# Die Insel der Seligen
Die Insel der Seligen è un film muto del 1913 diretto da Max Reinhardt. In italiano, il titolo si può tradurre letteralmente come L'isola dei beati.

## Produzione
Fu prodotto dalla Projektions-AG »Union« (PAGU) (Berlin) e venne girato in Italia, nel Golfo di La Spezia e a Marina di Massa.

## Distribuzione
Il film venne distribuito in Germania il 3 ottobre 1913 con il titolo originale Die Insel der Seligen, mentre in Austria, dove uscì il 6 febbraio 1914, prese il titolo Im Traumland.